# Seznam ulic v Sadové (Brno)
Seznam ulic v Sadové uvádí přehled ulic a veřejných prostranství na území evidenční části obce Sadová v Brně, která je územně totožná s katastrálním územím Sadová a tvoří část městské části Brno-Královo Pole.

## Seznam
| Název             | Pojmenováno po         | Souřadnice                       | Obrázek | Commons               | RÚIAN   | Mapy.cz         |
| ----------------- | ---------------------- | -------------------------------- | ------- | --------------------- | ------- | --------------- |
| Firkušného        | Rudolf Firkušný        | 49°13′54″ s. š., 16°36′22″ v. d. |         |                       | 1384589 | stre&id=5185442 |
| Gustava Broma     | Gustav Brom            | 49°13′57″ s. š., 16°36′27″ v. d. |         | Gustava Broma         | 1384520 | stre&id=5185439 |
| Hamerláky         |                        | 49°14′16″ s. š., 16°36′9″ v. d.  |         | Hamerláky             | 787736  | stre&id=152125  |
| Jarmily Kurandové | Jarmila Kurandová      | 49°13′50″ s. š., 16°36′25″ v. d. |         |                       | 1384546 | stre&id=5185440 |
| Karla Kryla       | Karel Kryl             | 49°13′50″ s. š., 16°36′34″ v. d. |         |                       | 1798243 | stre&id=5194249 |
| Kociánka          |                        | 49°14′17″ s. š., 16°36′16″ v. d. |         | Kociánka (Brno)       | 25747   | stre&id=79418   |
| Kožíkova          | František Kožík        | 49°13′56″ s. š., 16°36′19″ v. d. |         | Kožíkova (Brno)       | 2006774 | stre&id=5195048 |
| Kumpoštova        | Jindřich Kumpošt       | 49°13′48″ s. š., 16°36′25″ v. d. |         |                       | 2006511 | stre&id=5195045 |
| Kyselkova         | Mojmír Kyselka         | 49°13′54″ s. š., 16°36′27″ v. d. |         |                       | 1798260 | stre&id=5194250 |
| Menšíkova         | Vladimír Menšík        | 49°13′45″ s. š., 16°36′22″ v. d. |         |                       | 1384627 | stre&id=5185444 |
| Miry Figarové     | Mira Figarová          | 49°13′59″ s. š., 16°36′16″ v. d. |         | Miry Figarové         | 2006537 | stre&id=5195046 |
| Moskalykova       | Antonín Moskalyk       | 49°13′57″ s. š., 16°36′31″ v. d. |         | Moskalykova           | 1384601 | stre&id=5185443 |
| Na kopcích        |                        | 49°14′6″ s. š., 16°36′8″ v. d.   |         |                       | 36358   | stre&id=80474   |
| Ondřeje Sekory    | Ondřej Sekora          | 49°13′56″ s. š., 16°36′40″ v. d. |         | Ondřeje Sekory (Brno) | 2830400 | stre&id=5197997 |
| Pařezí            |                        | 49°14′33″ s. š., 16°37′9″ v. d.  |         | Pařezí (Brno)         | 36528   | stre&id=80491   |
| Psotova           | Ivo Váňa Psota         | 49°14′2″ s. š., 16°36′22″ v. d.  |         | Psotova               | 2006758 | stre&id=5195047 |
| U Antoníčka       | kaple svatého Antonína | 49°14′1″ s. š., 16°36′54″ v. d.  |         | U Antoníčka           | 37061   | stre&id=80545   |
| Vlasty Fialové    | Vlasta Fialová         | 49°13′57″ s. š., 16°36′19″ v. d. |         | Vlasty Fialové        | 1384562 | stre&id=5185441 |
| Zaječí hora       | Zaječí hora            | 49°13′50″ s. š., 16°36′42″ v. d. |         | Zaječí hora (Brno)    | 35335   | stre&id=80373   |